# Elecciones generales del Reino Unido de 1992
Las elecciones generales del Reino Unido de 1992 fueron celebradas el jueves 9 de abril de 1992.

## Resultados
| Partidos                            | Votos      | Escaños | +/−         | %      |
| ----------------------------------- | ---------- | ------- | ----------- | ------ |
| Partido Conservador                 | 14.093.007 | 336     | 40          | 41,9   |
| Partido Laborista                   | 11.560.484 | 271     | 42          | 34,4   |
| Partido Liberal-Demócrata           | 5.999.384  | 20      | 2           | 17,8   |
| Partido Nacional Escocés            | 639.564    | 3       | Sin cambios | 1,9    |
| Partido Unionista del Ulster        | 271.049    | 9       | Sin cambios | 0,8    |
| Partido Socialdemócrata y Laborista | 184.445    | 4       | 1           | 0,5    |
| Partido Verde                       | 170.037    | -       | Sin cambios | 0,5    |
| Plaid Cymru                         | 156.796    | 4       | 1           | 0,5    |
| Partido Unionista Democrático       | 103.096    | 3       | Sin cambios | 0,3    |
| Sinn Féin                           | 78.291     | -       | 1           | 0,2    |
| Otros Partidos                      |            | -       |             |        |
| Total                               | 38.717.043 | 651     |             | 100,00 |

- Datos: Q543609
- Multimedia: 1992 United Kingdom general election / Q543609